# 巴内·拉贝
巴内·拉贝（德語：Bahne Rabe，1963年8月7日—2001年8月5日），德国前男子赛艇运动员。他曾代表西德、德国参加1988年和1992年夏季奥林匹克运动会赛艇比赛，获得一枚金牌和一枚铜牌。